# Campeonato salvadoreño 2001-02
La Temporada 2001-02 fue la quincuagésima primera edición de la Primera División organizada por la Federación Salvadoreña de Fútbol.

## Formato de competición
El torneo apertura y clausura se desarrolló en dos fases:
- Fase de clasificación: los dieciocho días del campeonato.
- Fase final: los partidos de ida y vuelta que van desde las semifinales hasta la final.

### Fase de clasificación
Durante la fase de clasificación, los diez equipos se enfrentan a los otros nueve equipos dos veces según un calendario elaborado al azar. Los cuatro mejores equipos se clasifican para las semifinales, mientras que el último desciende a la Segunda División .
La clasificación se basa en la escala de puntos clásica (victoria a 3 puntos, empate a 1, derrota a 0). El desempate final se basa en los siguientes criterios:
- El número de puntos.
- La diferencia de goles general.
- El número de goles marcados.

### Descenso
Al final descendió de manera directa el último de la tabla del torneo clausura.
De darse un empate en puntos entre el último y el penúltimo, se jugará un partido definitorio en un estadio neutral.
De darse un empate entre el último, penúltimo y antepenúltimo, se tomarán en cuenta la diferencia de goles.

## Relevo anual de clubes
San Luis terminó último en la tabla general del Torneo Clausura 2001 y fue relegado a la Liga de Plata, tras permanecer por una temporada en Primera División. Fue reemplazado por el campeón de la Segunda Isidro Metapán que ascendió a la máxima división por primera vez en su historia.
| Pos | a Primera      |
| --- | -------------- |
| 1°  | Isidro Metapán |

| Pos | a Segunda |
| --- | --------- |
| 10° | San Luis  |

## Equipos participantes

### Equipos por departamento
| Departamento | N.º | Equipos                                |
| ------------ | --- | -------------------------------------- |
| San Salvador | 3   | Alianza, Atlético Marte y San Salvador |
| La Unión     | 2   | Atlético Balboa y Municipal Limeño     |
| San Miguel   | 2   | Águila y Dragón                        |
| Santa Ana    | 2   | FAS e Isidro Metapán                   |
| Usulután     | 1   | Luis Ángel Firpo                       |

### Información de los equipos
| Equipo           | Entrenador               | Ciudad             | Estadio                  |
| ---------------- | ------------------------ | ------------------ | ------------------------ |
| Águila           | Rubén Guevara            | San Miguel         | Juan Francisco Barraza   |
| Alianza          | Juan Ramón Paredes       | San Salvador       | Cuscatlán                |
| Atlético Balboa  | Juan Quarentone          | La Unión           | Marcelino Imbers         |
| Atlético Marte   | Luis Ángel León          | San Salvador       | Cuscatlán                |
| Dragón           | Nelson Brizuela          | San Miguel         | Juan Francisco Barraza   |
| FAS              | Alberto Agustín Castillo | Santa Ana          | Óscar Alberto Quiteño    |
| Isidro Metapán   | Roberto Fabrizio         | Metapán            | Jorge "Calero" Suárez    |
| Luis Ángel Firpo | Kiril Dojčinovski        | Usulután           | Sergio Torres Rivera     |
| Municipal Limeño | Óscar Benítez            | Santa Rosa de Lima | Dr. Ramón Flores Berríos |
| San Salvador     | Jaime Rodríguez          | San Salvador       | Cuscatlán                |

## Torneo Apertura

### Fase regular
| Pos.                  | Equipos               | PJ  | PG | PE | PP | GF  | GC  | Dif. | Pts. |
| --------------------- | --------------------- | --- | -- | -- | -- | --- | --- | ---- | ---- |
| 1.                    | Alianza               | 18  | 12 | 4  | 2  | 42  | 23  | +19  | 40   |
| 2.                    | Luis Ángel Firpo      | 18  | 9  | 6  | 3  | 36  | 21  | +15  | 33   |
| 3.                    | Águila                | 18  | 9  | 5  | 4  | 49  | 26  | +23  | 32   |
| 4.                    | Municipal Limeño      | 18  | 8  | 6  | 4  | 28  | 21  | +7   | 30   |
| 5.                    | FAS                   | 18  | 7  | 8  | 3  | 30  | 15  | +15  | 29   |
| 6.                    | Isidro Metapán        | 18  | 7  | 5  | 6  | 29  | 27  | +2   | 26   |
| 7.                    | Atlético Balboa       | 18  | 5  | 3  | 10 | 19  | 32  | -13  | 18   |
| 8.                    | Dragón                | 18  | 4  | 3  | 11 | 18  | 34  | -16  | 15   |
| 9.                    | ADET                  | 18  | 4  | 2  | 12 | 22  | 49  | -27  | 14   |
| 10.                   | Atlético Marte        | 18  | 1  | 6  | 11 | 16  | 41  | -25  | 9    |
| Equipos Apertura 2001 | Equipos Apertura 2001 | 180 | 66 | 48 | 66 | 289 | 289 | 0    | 246  |

|  | Líder, clasificado para las semifinales. |
|  | Clasificados para las semifinales.       |
|  | Último lugar.                            |

### Fase final

#### Cuadro de desarrollo
|  | Semifinales                                   | Semifinales                                   | Semifinales                                   | Semifinales                                   | Semifinales                                   |   |    | Final           | Final           | Final           |  |
|  | 9 de diciembre (ida) 16 de diciembre (vuelta) | 9 de diciembre (ida) 16 de diciembre (vuelta) | 9 de diciembre (ida) 16 de diciembre (vuelta) | 9 de diciembre (ida) 16 de diciembre (vuelta) | 9 de diciembre (ida) 16 de diciembre (vuelta) |   |    | 23 de diciembre | 23 de diciembre | 23 de diciembre |  |
|  |                                               |                                               |                                               |                                               |                                               |   |    |                 |                 |                 |  |
|  |                                               |                                               |                                               |                                               |                                               |   |    |                 |                 |                 |  |
|  | 1°                                            | Alianza                                       | 2                                             | 0                                             | 2                                             |   |    |                 |                 |                 |  |
|  | 1°                                            | Alianza                                       | 2                                             | 0                                             | 2                                             |   |    |                 |                 |                 |  |
|  | 4°                                            | Municipal Limeño                              | 2                                             | 0                                             | 2                                             |   |    |                 |                 |                 |  |
|  | 4°                                            | Municipal Limeño                              | 2                                             | 0                                             | 2                                             |   | 1° | Alianza         | 2               |                 |  |
|  |                                               |                                               |                                               |                                               |                                               |   | 1° | Alianza         | 2               |                 |  |
|  |                                               |                                               | 2°                                            | Luis Ángel Firpo                              | 1                                             |   |    |                 |                 |                 |  |
|  | 2°                                            | Luis Ángel Firpo                              | 2°                                            | Luis Ángel Firpo                              | 1                                             | 2 | 1  | 3               |                 |                 |  |
|  | 2°                                            | Luis Ángel Firpo                              |                                               |                                               |                                               | 2 | 1  | 3               |                 |                 |  |
|  | 3°                                            | Águila                                        | 2                                             | 1                                             | 3                                             |   |    |                 |                 |                 |  |
|  | 3°                                            | Águila                                        | 2                                             | 1                                             | 3                                             |   |    |                 |                 |                 |  |
|  |                                               |                                               |                                               |                                               |                                               |   |    |                 |                 |                 |  |

#### Final
| 1     | POR   | Miguel Montes       |      |
| ND    | DEF   | Adrián La Cruz      |      |
| 5     | DEF   | Mario Elias Guevara |      |
| 4     | DEF   | Alexander Merino    | 105' |
| 11    | DEF   | Ramiro Carballo     |      |
| 20    | MED   | Juan Carlos Serrano | 90'  |
| 6     | MED   | Oscar Navarro       |      |
| 8     | MED   | Jorge Sandoval      |      |
| 10    | MED   | Adonay Martínez     |      |
| ND    | DEL   | José R. Castillo    | 61'  |
| 9     | DEL   | Martín García       |      |
| D. T. | D. T. | Juan Ramón Paredes  |      |

| 1     | POR   | Misael Alfaro         |     |
| ND    | DEF   | Mauricio Quintanilla  |     |
| 51    | DEF   | Wilman González       | 89' |
| ND    | DEF   | Diego Álvarez         |     |
| ND    | DEF   | Hidzar Henríquez      |     |
| ND    | MED   | Rafael Barrientos     |     |
| 24    | MED   | Guillermo Morán       | 60' |
| 7     | MED   | Héctor Canjura        |     |
| ND    | DEL   | Santos Cabrera        |     |
| ND    | DEL   | Vladimir Elías Montes |     |
| 11    | DEL   | Celio Rodríguez       | 80' |
| D. T. | D. T. | Miloš Miljanić        |     |

| 18 | Delantero      | Carlos Asprilla       | 61'  |
| 13 | Centrocampista | Hugo Escobar          | 90'  |
| 21 | Centrocampista | Miguel Ángel Riquelmi | 105' |

| ND | Centrocampista | René Durán            | 60' |
|    | Delantero      | Fredy González Vichez | 80' |
| ND | ND             | Guillermo García      | 89' |

| 31' · 119' | Jorge Sandoval Adonay Martínez | 2:0 |

| 20' | Vladimir Elías Montes | 0:1 |

| 42' · 61' · 84' | Juan Carlos Serrano Martín García Oscar Navarro |

| 18' · 65' · 68' · 104' | Guillermo Morán Santos Cabrera René Durán Hidzar Henríquez |

| Principal  | Ramón Migdonio Argueta |
| Asistentes | Raúl Ernesto Cardona   |
|            | Gilberto González      |
| Cuarto     | Neftalí Recinos        |

| 1     | POR   | Miguel Montes       |      |
| ND    | DEF   | Adrián La Cruz      |      |
| 5     | DEF   | Mario Elias Guevara |      |
| 4     | DEF   | Alexander Merino    | 105' |
| 11    | DEF   | Ramiro Carballo     |      |
| 20    | MED   | Juan Carlos Serrano | 90'  |
| 6     | MED   | Oscar Navarro       |      |
| 8     | MED   | Jorge Sandoval      |      |
| 10    | MED   | Adonay Martínez     |      |
| ND    | DEL   | José R. Castillo    | 61'  |
| 9     | DEL   | Martín García       |      |
| D. T. | D. T. | Juan Ramón Paredes  |      |

| 1     | POR   | Misael Alfaro         |     |
| ND    | DEF   | Mauricio Quintanilla  |     |
| 51    | DEF   | Wilman González       | 89' |
| ND    | DEF   | Diego Álvarez         |     |
| ND    | DEF   | Hidzar Henríquez      |     |
| ND    | MED   | Rafael Barrientos     |     |
| 24    | MED   | Guillermo Morán       | 60' |
| 7     | MED   | Héctor Canjura        |     |
| ND    | DEL   | Santos Cabrera        |     |
| ND    | DEL   | Vladimir Elías Montes |     |
| 11    | DEL   | Celio Rodríguez       | 80' |
| D. T. | D. T. | Miloš Miljanić        |     |

| 18 | Delantero      | Carlos Asprilla       | 61'  |
| 13 | Centrocampista | Hugo Escobar          | 90'  |
| 21 | Centrocampista | Miguel Ángel Riquelmi | 105' |

| ND | Centrocampista | René Durán            | 60' |
|    | Delantero      | Fredy González Vichez | 80' |
| ND | ND             | Guillermo García      | 89' |

| 31' · 119' | Jorge Sandoval Adonay Martínez | 2:0 |

| 20' | Vladimir Elías Montes | 0:1 |

| 42' · 61' · 84' | Juan Carlos Serrano Martín García Oscar Navarro |

| 18' · 65' · 68' · 104' | Guillermo Morán Santos Cabrera René Durán Hidzar Henríquez |

| Principal  | Ramón Migdonio Argueta |
| Asistentes | Raúl Ernesto Cardona   |
|            | Gilberto González      |
| Cuarto     | Neftalí Recinos        |

| 1     | POR   | Miguel Montes       |      |
| ND    | DEF   | Adrián La Cruz      |      |
| 5     | DEF   | Mario Elias Guevara |      |
| 4     | DEF   | Alexander Merino    | 105' |
| 11    | DEF   | Ramiro Carballo     |      |
| 20    | MED   | Juan Carlos Serrano | 90'  |
| 6     | MED   | Oscar Navarro       |      |
| 8     | MED   | Jorge Sandoval      |      |
| 10    | MED   | Adonay Martínez     |      |
| ND    | DEL   | José R. Castillo    | 61'  |
| 9     | DEL   | Martín García       |      |
| D. T. | D. T. | Juan Ramón Paredes  |      |

| 1     | POR   | Misael Alfaro         |     |
| ND    | DEF   | Mauricio Quintanilla  |     |
| 51    | DEF   | Wilman González       | 89' |
| ND    | DEF   | Diego Álvarez         |     |
| ND    | DEF   | Hidzar Henríquez      |     |
| ND    | MED   | Rafael Barrientos     |     |
| 24    | MED   | Guillermo Morán       | 60' |
| 7     | MED   | Héctor Canjura        |     |
| ND    | DEL   | Santos Cabrera        |     |
| ND    | DEL   | Vladimir Elías Montes |     |
| 11    | DEL   | Celio Rodríguez       | 80' |
| D. T. | D. T. | Miloš Miljanić        |     |

| 18 | Delantero      | Carlos Asprilla       | 61'  |
| 13 | Centrocampista | Hugo Escobar          | 90'  |
| 21 | Centrocampista | Miguel Ángel Riquelmi | 105' |

| ND | Centrocampista | René Durán            | 60' |
|    | Delantero      | Fredy González Vichez | 80' |
| ND | ND             | Guillermo García      | 89' |

| 31' · 119' | Jorge Sandoval Adonay Martínez | 2:0 |

| 20' | Vladimir Elías Montes | 0:1 |

| 42' · 61' · 84' | Juan Carlos Serrano Martín García Oscar Navarro |

| 18' · 65' · 68' · 104' | Guillermo Morán Santos Cabrera René Durán Hidzar Henríquez |

| Principal  | Ramón Migdonio Argueta |
| Asistentes | Raúl Ernesto Cardona   |
|            | Gilberto González      |
| Cuarto     | Neftalí Recinos        |

| 1     | POR   | Miguel Montes       |      |
| ND    | DEF   | Adrián La Cruz      |      |
| 5     | DEF   | Mario Elias Guevara |      |
| 4     | DEF   | Alexander Merino    | 105' |
| 11    | DEF   | Ramiro Carballo     |      |
| 20    | MED   | Juan Carlos Serrano | 90'  |
| 6     | MED   | Oscar Navarro       |      |
| 8     | MED   | Jorge Sandoval      |      |
| 10    | MED   | Adonay Martínez     |      |
| ND    | DEL   | José R. Castillo    | 61'  |
| 9     | DEL   | Martín García       |      |
| D. T. | D. T. | Juan Ramón Paredes  |      |

| 1     | POR   | Misael Alfaro         |     |
| ND    | DEF   | Mauricio Quintanilla  |     |
| 51    | DEF   | Wilman González       | 89' |
| ND    | DEF   | Diego Álvarez         |     |
| ND    | DEF   | Hidzar Henríquez      |     |
| ND    | MED   | Rafael Barrientos     |     |
| 24    | MED   | Guillermo Morán       | 60' |
| 7     | MED   | Héctor Canjura        |     |
| ND    | DEL   | Santos Cabrera        |     |
| ND    | DEL   | Vladimir Elías Montes |     |
| 11    | DEL   | Celio Rodríguez       | 80' |
| D. T. | D. T. | Miloš Miljanić        |     |

| 18 | Delantero      | Carlos Asprilla       | 61'  |
| 13 | Centrocampista | Hugo Escobar          | 90'  |
| 21 | Centrocampista | Miguel Ángel Riquelmi | 105' |

| ND | Centrocampista | René Durán            | 60' |
|    | Delantero      | Fredy González Vichez | 80' |
| ND | ND             | Guillermo García      | 89' |

| 31' · 119' | Jorge Sandoval Adonay Martínez | 2:0 |

| 20' | Vladimir Elías Montes | 0:1 |

| 42' · 61' · 84' | Juan Carlos Serrano Martín García Oscar Navarro |

| 18' · 65' · 68' · 104' | Guillermo Morán Santos Cabrera René Durán Hidzar Henríquez |

| Principal  | Ramón Migdonio Argueta |
| Asistentes | Raúl Ernesto Cardona   |
|            | Gilberto González      |
| Cuarto     | Neftalí Recinos        |

Fuente:  Archivado el 4 de marzo de 2016 en Wayback Machine.
|                            |
| Campeón Alianza 8.° título |

## Torneo Clausura

### Fase regular
| Pos.                  | Equipos               | PJ  | PG | PE | PP | GF  | GC  | Dif. | Pts. |
| --------------------- | --------------------- | --- | -- | -- | -- | --- | --- | ---- | ---- |
| 1.°                   | Águila                | 18  | 11 | 5  | 2  | 47  | 20  | +27  | 38   |
| 2.°                   | Alianza               | 18  | 9  | 3  | 6  | 38  | 24  | +14  | 30   |
| 3.°                   | Municipal Limeño      | 18  | 8  | 6  | 4  | 24  | 16  | +8   | 30   |
| 4.°                   | Isidro Metapán        | 18  | 8  | 5  | 5  | 30  | 16  | +14  | 29   |
| 5.°                   | FAS                   | 18  | 7  | 8  | 3  | 29  | 18  | +11  | 29   |
| 6.°                   | Luis Ángel Firpo      | 18  | 8  | 5  | 5  | 22  | 22  | 0    | 29   |
| 7.°                   | Atlético Balboa       | 18  | 5  | 7  | 6  | 19  | 24  | -5   | 22   |
| 8.°                   | San Salvador          | 18  | 3  | 5  | 10 | 23  | 37  | -14  | 14   |
| 9.°                   | Dragón                | 18  | 3  | 3  | 12 | 22  | 44  | -22  | 12   |
| 10.°                  | Atlético Marte        | 18  | 2  | 5  | 11 | 13  | 45  | -32  | 7    |
| Equipos Clausura 2002 | Equipos Clausura 2002 | 180 | 64 | 52 | 64 | 267 | 266 | 1    | 240  |

|  | Líder, clasificado para las semifinales. |
|  | Clasificados para las semifinales.       |
|  | Repechaje por el cuarto lugar.           |

#### Juego de desempate por el cuarto lugar
| 8 de mayo de 2002 | Isidro Metapán | 0 - 2 | FAS | ?, San Salvador |  |

### Fase final

#### Cuadro de desarrollo
|  | Semifinales                          | Semifinales                          | Semifinales                          | Semifinales                          | Semifinales                          |   |    | Final      | Final      | Final      |  |
|  | 12 de mayo (ida) 18 de mayo (vuelta) | 12 de mayo (ida) 18 de mayo (vuelta) | 12 de mayo (ida) 18 de mayo (vuelta) | 12 de mayo (ida) 18 de mayo (vuelta) | 12 de mayo (ida) 18 de mayo (vuelta) |   |    | 26 de mayo | 26 de mayo | 26 de mayo |  |
|  |                                      |                                      |                                      |                                      |                                      |   |    |            |            |            |  |
|  |                                      |                                      |                                      |                                      |                                      |   |    |            |            |            |  |
|  | 1°                                   | Águila                               | 1                                    | 4                                    | 5                                    |   |    |            |            |            |  |
|  | 1°                                   | Águila                               | 1                                    | 4                                    | 5                                    |   |    |            |            |            |  |
|  | 4°                                   | FAS                                  | 2                                    | 4                                    | 6                                    |   |    |            |            |            |  |
|  | 4°                                   | FAS                                  | 2                                    | 4                                    | 6                                    |   | 2° | Alianza    | 0          |            |  |
|  |                                      |                                      |                                      |                                      |                                      |   | 2° | Alianza    | 0          |            |  |
|  |                                      |                                      | 4°                                   | FAS                                  | 4                                    |   |    |            |            |            |  |
|  | 2°                                   | Alianza                              | 4°                                   | FAS                                  | 4                                    | 1 | 0  | 1          |            |            |  |
|  | 2°                                   | Alianza                              |                                      |                                      |                                      | 1 | 0  | 1          |            |            |  |
|  | 3°                                   | Municipal Limeño                     | 0                                    | 0                                    | 0                                    |   |    |            |            |            |  |
|  | 3°                                   | Municipal Limeño                     | 0                                    | 0                                    | 0                                    |   |    |            |            |            |  |
|  |                                      |                                      |                                      |                                      |                                      |   |    |            |            |            |  |

### Final
| 26 de mayo de 2002 | Alianza | 0 - 4 | FAS                                        | Estadio Cuscatlán, San Salvador |  |
|                    |         |       | Reyes 31' 25' · Velásquez 42' · Bentos 56' |                                 |  |

|                         |
| Campeón FAS 13.° título |

## Tabla acumulada de la temporada
| Pos.            | Equipos          | PJ  | PG  | PE  | PP  | GF  | GC  | Dif. | Pts. |
| --------------- | ---------------- | --- | --- | --- | --- | --- | --- | ---- | ---- |
| 1.°             | Águila           | 36  | 20  | 10  | 6   | 96  | 46  | 50   | 70   |
| 2.°             | Alianza          | 36  | 21  | 7   | 8   | 80  | 47  | 33   | 70   |
| 3.°             | Luis Ángel Firpo | 36  | 17  | 11  | 8   | 58  | 43  | 15   | 62   |
| 4.°             | Municipal Limeño | 36  | 16  | 12  | 8   | 52  | 37  | 15   | 60   |
| 5.°             | FAS              | 36  | 14  | 16  | 6   | 59  | 33  | 26   | 58   |
| 6.°             | Isidro Metapán   | 36  | 15  | 10  | 11  | 59  | 43  | 16   | 55   |
| 7.°             | Atlético Balboa  | 36  | 10  | 10  | 16  | 38  | 56  | -18  | 40   |
| 8.°             | San Salvador     | 36  | 7   | 7   | 22  | 45  | 86  | -41  | 28   |
| 9.°             | Dragón           | 36  | 7   | 6   | 23  | 40  | 78  | -38  | 27   |
| 10.°            | Atlético Marte   | 36  | 3   | 11  | 22  | 29  | 86  | -57  | 16   |
| Equipos 2001-02 | Equipos 2001-02  | 360 | 130 | 100 | 130 | 556 | 555 | 1    | 486  |

|  | Clasificados a la Copa Interclubes de la Uncaf 2002. |
|  | Descendido.                                          |